# 3174 Alcock
3174 Alcock eller 1984 UV är en asteroid i huvudbältet som upptäcktes den 26 oktober 1984 av den amerikanske astronomen Edward L.G. Bowell vid Anderson Mesa Station. Den är uppkallad efter den brittiske astronomen George Alcock.
Den tillhör asteroidgruppen Themis.